# Z世代
Z世代（英語：Generation Z，簡稱Gen Z，俗稱zoomers），是Y世代之後、阿法世代之前之人口統計群體。研究人員和大眾媒體通常將1990年代中後期作為開始出生年份，將2010年代初期作為結束出生年份（最常見的定義為1997年至2012年出生的人）。Z世代的大多數成員都是X世代的子女。

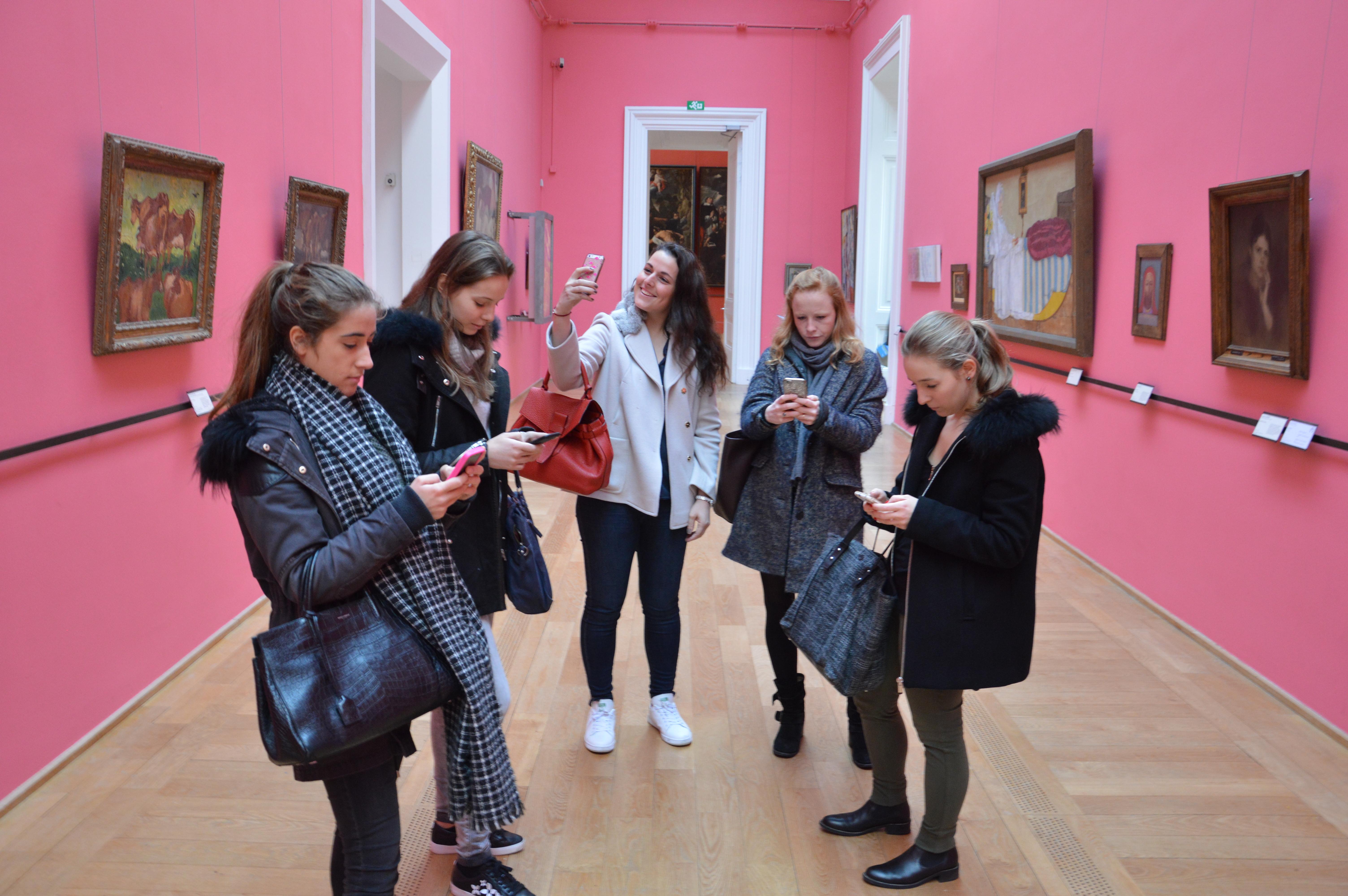
Z世代

作為首代完全在網際網路及數位行動裝置的環境下成長的社會群體，Z世代的成員即使不一定具備數位素養，也被稱為“數位原住民”。 此外，與較年幼者相比，長時間使用數位產品的負面影響在青少年中最為明顯。 與前幾代人相比，Z世代的成員在同齡時往往比他們的前輩生活得更慢；未成年懷孕率較低；減少飲酒（但精神藥物使用則不一定）。 Z世代的青少年比先前世代更關心學業成績和工作前景，且比1960年代的同齡人更擅長延遲滿足，儘管大眾不這樣認為。 青少年中的性簡訊越來越普遍；對此現象之研究理解仍十分欠缺。 此外，Z世代次文化一直相對低調但未消失。
在全球範圍內，有證據表明，與20世紀相比，女性進入青春期的平均年齡已大大降低，這對她們的福祉和未來產生了影響。 此外，Z世代的過敏症患病率高於整體人群；對心理健康狀況的認識和診斷更多，睡眠剝奪更常被發現。 在許多國家，Z世代比先前世代更容易被診斷出患有智能障礙和精神疾患。
在世界範圍內，Z世代的成員花在數位裝置上的時間比先前世代多，閱讀時間則相對減少，這對他們的注意力持續時間、詞彙、學業成就，以及未來的經濟貢獻造成影響。在亞洲，2000年代和2010年代的教育工作者通常尋找並培養頂尖學生；在西歐和美國，重點是表現不佳的人。 此外，東亞和新加坡學生在2010年代的國際標準化考試中始終名列前茅。
作為消費者，他們的總體購買行為偏離了民意調查中通常與他們相關的理想和價值觀。